# Szász István (újságíró)
Szász István (Cécke, 1910. február 7. – Kolozsvár, 1981. május 31.)  újságíró, elbeszélő.

## Életpályája
Középiskoláit Székelyudvarhelyen (1928), egyetemi tanulmányait francia nyelv- és irodalom szakon Kolozsváron, az I. Ferdinand Egyetemen, majd Dijonban és Besançonban végezte (1928–1931). 1929–1940 között az Ellenzék munkatársa volt, itt jelent meg első cikke, de írásait közölte a Brassói Lapok, amelynek 1935–1938 között riportere volt, valamint a Reggeli Lapok (1938–1939), Magyar Néplap (1941–1942), Szabad Szó (1944), Népi Egység (1945–1947),  'Világosság (1948–1949), a marosvásárhelyi Népújság (1949–1951), Falvak Dolgozó Népe (1953–1958) is. 1945 után egy ideig az MNSZ sajtóosztályán, majd nyugdíjazásáig az Utunk című irodalmi lapnál dolgozott, a lap terjesztőjeként.
1941–1942-ben a Temesváron megjelenő Magyar Néplap főszerkesztője, 1953–1958-ban a Falvak Dolgozó Népe irodalmi szerkesztője.

## Kötetei
- Új pénz, jó pénz (elbeszélések, Kolozsvár 1947)
- Nyúl a telefonpóznán (anekdoták, Kolozsvár 1971)
- Bika a toronytetőn (anekdoták, Kolozsvár 1983)